# Criminalità in Zimbabwe
La criminalità in Zimbabwe rientra nella competenza del Ministro degli Interni e quello della giustizia, oltre alle forze di polizia. La maggior parte dei crimini sono non violenti, i crimini più comuni sono rapina e scasso.

## Crimini non di tipo politico
La maggior parte dei crimini in Zimbabwe è di tipo non violento, i perpetratori di solito sono armati anche con armi da fuoco. I bassifondi di Harare e i suoi sobborghi densamente popolati sono le zone più colpite dalla criminalità. Molti turisti americani sono stati assaliti o derubati mentre camminavano in città vicine alle cascate Victoria, soprattutto dopo il calare del sole.
I borseggiatori operano di solito a gruppi di due con uno che fa da diversivo. Una tipica rapina consiste in un gruppo di uomini che accerchiano e sottomettono la loro vittima in un'area pubblica. I telefoni sono uno dei principali obbiettivi degli scippatori.
Un comune crimine in Zimbawe è lo scasso, in cui i ladri rompono le finestre dell'auto agli incroci e prendono oggetti dall'interno. I malviventi zimbabwesi usano anche diverse strategie per far scendere gli automobilisti, in una di queste strategie l'assalitore taglia la gomma della vittima e si farà avanti per aiutarla a sistemarla, questa strategia è molto comune nell'via vicino all'Aeroporto Internazionale di Harare.

## Crimini di tipo politico
La rimozione forzata di 700.000 persone dalle baraccopoli nel 2005 fu considerato un ''crimine contro l'umanità'' dall'ONU e numerose agenzie. Il governo Zimbabwese creò l'operazione Murambatsvina per rimuovere dalle città strutture illegali, nonostante la presenza di negozi e case. Le associazioni per i diritti umani proposero di portare lo Zimbabwe alla corte internazionale di giustizia a L'Aia.
Nell'indice di percezione della corruzione del 2007, lo Zimbabwe si classificava al 150° posto su 179 (i paesi meno corrotti si trovano ai primi posti). Su una scala da 0 a 10, con lo 0 che rappresenta il massimo livello di corruzione e il 10 il massimo livello di trasparenza e trasparenza internazionale lo Zimbabwe è classificato 2.1.